# Deportivo Binacional Fútbol Club
El Deportivo Binacional Fútbol Club o simplemente Binacional es un club de fútbol peruano fundado en la ciudad fronteriza de Desaguadero en el Departamento de Puno que juega como local en la ciudad de Juliaca y que a partir del 2026 Jugará en la Liga 2 la Segunda División del Futbol Peruano tras descender de forma administrativa de la Liga 1.
Fue el campeón del fútbol peruano en el año 2019, tras derrotar a Alianza Lima con un resultado global de 4-3, siendo este su primer título de Primera División, y el primer club de Puno en ganarlo.
El club cuenta con aficionados en varias localidades del Departamento de Puno pero principalmente en las ciudades de Desaguadero, debido a que su origen se remonta a dicha ciudad y en Juliaca por ser el lugar donde juega de local desde el 2019, aunque también logró ganarse el reconocimiento de la población de Paucarpata y de Moquegua por sus campañas en la Copa Perú y en el fútbol profesional respectivamente.

## Historia

### 2010: Fundación
En el año 2010 por la gran afluencia de pobladores aficionadas al fútbol de la ciudad fronteriza de Desaguadero, el entonces alcalde de dicha localidad Juan Carlos Aquino, decide la fundación de un equipo de fútbol que pueda representar a su ciudad y ganar notoriedad en canchas puneñas, es así que se funda el club bajo el nombre de Club Deportivo Binacional de Desaguadero, llevando el nombre Binacional debido a que la ciudad donde fue fundada es una zona fronteriza entre Perú y Bolivia, ese mismo año no pudo participar en la Copa Perú ya que la misma se encontraba en fases finales.

### 2011-2015: Participaciones en Copa Perú
Ya para el año 2011, el club se encontraba apto para su participación en la Copa Perú de ese año, y así debutó en la Liga Superior de Puno, en la que tuvo una discreta participación, quedando eliminado pero el cuadro fronterizo apuntó más lejos en la Copa Perú 2012 y llegó hasta la Etapa Nacional, instancia en la que ganó en la tanda de penaltis al Deportivo Credicoop de Tacna, pero este último clasificó  en mesa debido al reclamo que presentó el cual fue resuelto tardíamente.
En la Copa Perú 2013, en la liga departamental y regional de Puno, se clasificó nuevamente a la etapa nacional como campeón departamental, pero fue eliminado otra vez en octavos de final por el equipo San Simón de Moquegua, club que posteriormente se consagraría como campeón de dicho torneo. Al año siguiente sólo llegó a la etapa regional, siendo superado en su grupo por el Unión Alto Huarca de Cusco y el Unión Fuerza Minera de Puno, este último se convertiría en el subcampeón de la Copa Perú 2014. Para el año 2015 se produjo un cambio de formato radical de la Copa Perú, con el nuevo método de clasificación, el Deportivo Binacional no pudo acceder a la fase nacional de la Copa Perú 2015, siendo eliminado por el Policial Santa Rosa en la etapa regional.

### 2016: Cambio de localidad y campaña notable en Copa Perú
Para el 2016 se produciría la mudanza a la Liga Departamental de Arequipa, por motivos logísticos y de material humano el entonces alcalde de la Provincia de Chucuito, Juan Carlos Aquino Condori, presidente ininterrumpido del Deportivo Binacional, luego de analizar diversas posibilidades en Arequipa, decidió adquirir el club de fútbol Escuela Municipal de Paucarpata, fundado el 5 de abril de 2008 y participaba en la Liga Distrital de Paucarpata. Si bien había varios equipos en la mira, estos no estaban del todo convencidos de ser absorbidos. Con este cambio de localidad, el club tendría ahora el nombre de Escuela Municipal Deportivo Binacional, producto de la unión de los nombres de ambos clubes.
Para el año 2016, el equipo llegó a tener encuentros amistosos con equipos como el Alianza Lima. Empezó jugando en la Liga Distrital de Paucarpata, en la que ganó la mayoría de sus partidos, logrando el título, cuya etapa fue dirigida por Luis "Puchito" Flores, el cual logró que el Deportivo Binacional quede líder absoluto de la Liga Distrital, al haber ganado sus ocho partidos habiendo marcado nada menos que 70 goles y perdido en solo una ocasión. Clasificó a la etapa provincial en la que jugó el último encuentro del cuadrangular final en el estadio Melgar clasificando así, junto al Deportivo Sutega de La Joya a la siguiente etapa. Ya en la etapa departamental, el Deportivo Binacional empezó goleando por el marcador de 6 - 1 al Sport Magallanes de Mariano Melgar y tras varios encuentros con clubes de fútbol prestigiosos e históricos de Arequipa como el Huracán clasificó por tercera vez a la etapa nacional de la Copa Perú, en dicha etapa el club quedó en segundo lugar en la tabla nacional de posiciones, clasificando así a octavos de final. En dicha instancia se enfrentó al histórico Octavio Espinosa de Ica, al cual derrotó por el marcador global de 5 - 2 clasificando a cuartos de final. Para dicha etapa le tocó enfrentarse al campeón de la Liga Departamental de Fútbol de Ica, el club Carlos Orellana, ganando de 6 - 4 del Deportivo Binacional y clasificándose para la final de la Copa Perú, ilusionando a la afición arequipeña con el ascenso del club a la Primera División del Perú. Pero en esta etapa el Deportivo Binacional no pudo alcanzar dicha meta, tras perder con el Racing de Huamachuco y el Sport Rosario y ganarle solo al Deportivo Hualgayoc, dándole el tercer puesto del torneo.

### 2017: Campeón de la Copa Perú y ascenso al fútbol profesional
Después de la final en la Copa Perú 2016, para la campaña del 2017, el Deportivo Binacional se preparó para afrontar la Copa Perú del año en curso, reforzándose con jugadores de renombre y así mejorar la campaña pasada. A lo largo del año, a modo de preparación el Deportivo Binacional, tuvo partidos amistosos con equipos de gran trayectoria que participan en la Segunda División como el Cienciano y equipos del Torneo Descentralizado como el Real Garcilaso, el cual terminó en empate, y con el Melgar, al cual goleó con el marcador de 6 a 1. todos los partidos de pretemporada 2017, los realizó en el departamento de Puno.
Por cuarta vez el Deportivo Binacional logra acceder a la etapa nacional, quedando en el 12° lugar de la tabla nacional de posiciones, accediendo al repechaje el cual jugó con el León de Huánuco, al que derrotó por el marcador global de 11 a 2, en octavos de final se midió fuerzas contra el Defensor Laure Sur de Lima, derrotándolos por un marcador global de 5 - 2, ya en cuartos de final el rival a superar fue el Club Unión San Martín del Ica, al cual derrotó por el mismo marcador, clasificando a la finalísima. El Deportivo Binacional después de dos victorias y un empate, se corona como campeón de la Copa Perú 2017 y logra el ascenso a la Primera División del Perú.
Tras el ascenso logrado a la Primera División del Perú, los festejos no se hicieron esperar, y al día siguiente del campeonato, el plantel del "Bi" arribó a la Ciudad de Arequipa, donde fueron recibidos por una cantidad modesta de aficionados, el día posterior fueron condecorados por la Municipalidad Provincial de Arequipa y posteriormente tomaron rumbo hacia el Distrito de Paucarpata, ciudad que albergó al Deportivo Binacional durante los últimos años, y con una regular asistencia del público, también se celebró el título obtenido. Al día siguiente la delegación del Deportivo Binacional realizó un recorrido por algunas ciudades del Departamento de Puno, como Juliaca, Puno, Ilave y Juli, en las que también recibieron un reconocimiento por parte de sus autoridades y población. Finalmente terminaron el recorrido en la ciudad de Desaguadero, donde fueron recibidos por una gran cantidad de aficionados y por el presidente del club.
| 09-03                                                     | Máximo Carrasco             | Paucarpata  | Escuela Municipal Binacional | 1 - 1 | Cerrito Los Libres (Cayma)                     |
| 19-03                                                     | Rodolfo Ramos Catacora      | Desaguadero | Escuela Municipal Binacional | 2 - 1 | Cienciano (Cusco)                              |
| 26-03                                                     | Municipal de Ayaviri        | Ayaviri     | Escuela Municipal Binacional | 1 - 0 | Alfredo Salinas (Espinar)                      |
| 02-04                                                     | Municipal de Espinar        | Yauri       | Alfredo Salinas              | 1 - 0 | Escuela Municipal Binacional                   |
| 09-04                                                     | Municipal Chiriwano         | Huancané    | Escuela Municipal Binacional | 1 - 1 | Real Garcilaso (Cusco)                         |
| 13-04                                                     | VIDEFA                      | Characato   | Escuela Municipal Binacional | 3 - 2 | Reserva F. B. C. Melgar (Arequipa)             |
| 16-04                                                     | Pedro P. Díaz               | Paucarpata  | Escuela Municipal Binacional | 3 - 0 | F. B. C. Aurora (Arequipa)                     |
| 16-04                                                     | Almirante Miguel Grau       | El Pedregal | Futuro Majes                 | 0 - 3 | Escuela Municipal Binacional                   |
| 28-04                                                     | Monumental Condebamba       | Abancay     | Miguel Grau                  | 0 - 3 | Escuela Municipal Binacional                   |
| 07-05                                                     | Inca Garcilaso              | Cusco       | Deportivo Garcilaso          | 0 - 3 | Escuela Municipal Binacional                   |
| 07-06                                                     | Mariano Melgar              | Arequipa    | Escuela Municipal Binacional | 1 - 1 | F. B. C. Melgar                                |
| 11-06                                                     | José Ricketts               | Corire      | Social Corire                | 0 - 0 | Escuela Municipal Binacional                   |
| 15-06                                                     | Juan Velasco Alvarado       | Hunter      | León Gool Club               | 0 - 7 | Escuela Municipal Binacional                   |
| 16-06                                                     | Máximo Carrasco             | Paucarpata  | Escuela Municipal Binacional | 8 - 0 | Deportivo Los Signos (Yura)                    |
| 01-07                                                     | Modelo                      | Ilave       | Escuela Municipal Binacional | 6 - 1 | Reserva F. B. C. Melgar (Arequipa)             |
| Departamental de Arequipa                                 |                             |             |                              |       |                                                |
| Fecha                                                     | Estadio                     | Ciudad      | Local                        | Score | Visitante                                      |
| 09-07                                                     | José Ricketts               | Corire      | Social Corire                | 0 - 1 | Escuela Municipal Binacional                   |
| 12-07                                                     | Municipal de Sachaca        | Sachaca     | Escuela Municipal Binacional | 3 - 0 | Juvenil Arequipa (Chuquibamba)                 |
| 22-07                                                     | Municipal de Mollendo       | Mollendo    | Escuela Municipal Binacional | 2 - 1 | Unión Huacapuy                                 |
| 29-07                                                     | 9 de Noviembre              | Camaná      | Unión Huacapuy               | 0 - 3 | Escuela Municipal Binacional                   |
| 05-08                                                     | Municipal de Mollendo       | Mollendo    | Escuela Municipal Binacional | 2 - 0 | Sportivo Huracán                               |
| 12-08                                                     | Municipal de Mollendo       | Mollendo    | Escuela Municipal Binacional | 2 - 0 | Los Chinitos                                   |
| 20-08                                                     | Municipal La Tomilla        | Cayma       | Cerrito Los Libres           | 0 - 1 | Escuela Municipal Binacional                   |
| 26-08                                                     | Mariano Melgar              | Arequipa    | Sportivo Huracán             | 2 - 3 | Escuela Municipal Binacional                   |
| 30-08                                                     | Municipal de Ático          | Ático       | Los Chinitos                 | 3 - 5 | Escuela Municipal Binacional                   |
| 02-09                                                     | Municipal de Mollendo       | Mollendo    | Escuela Municipal Binacional | 4 - 0 | Cerrito Los Libres                             |
| Etapa Nacional: Primera Fase                              |                             |             |                              |       |                                                |
| Fecha                                                     | Estadio                     | Ciudad      | Local                        | Score | Visitante                                      |
| 17-09                                                     | 25 de Noviembre             | Moquegua    | Atlético Huracán             | 0 - 6 | Escuela Municipal Binacional                   |
| 23-09                                                     | Municipal de Mollendo       | Mollendo    | Escuela Municipal Binacional | 2 - 2 | Sportivo Huracán                               |
| 27-09                                                     | Mariano Melgar              | Arequipa    | Sportivo Huracán             | 1 - 0 | Escuela Municipal Binacional                   |
| 30-09                                                     | Monumental UNSA             | Arequipa    | Escuela Municipal Binacional | 3 - 1 | Atlético Huracán                               |
| 07-10                                                     | Jorge Basadre               | Tacna       | Mariscal Miller              | 1 - 5 | Escuela Municipal Binacional                   |
| Etapa Nacional: Repechajes                                |                             |             |                              |       |                                                |
| Fecha                                                     | Estadio                     | Ciudad      | Local                        | Score | Visitante                                      |
| 24-10                                                     | Heraclio Tapia              | Huánuco     | León de Huánuco              | 1 - 3 | Escuela Municipal Binacional                   |
| 27-10                                                     | Monumental UNSA             | Arequipa    | Escuela Municipal Binacional | 8 - 1 | León de Huánuco                                |
| Etapa Nacional: Octavos de final                          |                             |             |                              |       |                                                |
| Fecha                                                     | Estadio                     | Ciudad      | Local                        | Score | Visitante                                      |
| 05-11                                                     | Monumental UNSA             | Arequipa    | Escuela Municipal Binacional | 4 - 0 | Defensor Laure Sur                             |
| 12-11                                                     | Rómulo Shaw Cisneros        | Chancay     | Defensor Laure Sur           | 2 - 1 | Escuela Municipal Binacional                   |
| Etapa Nacional: Cuartos de final                          |                             |             |                              |       |                                                |
| Fecha                                                     | Estadio                     | Ciudad      | Local                        | Score | Visitante                                      |
| 19-11                                                     | Inkari La Villa Tupac Amaru | Pisco       | Unión San Martín             | 1 - 1 | Escuela Municipal Binacional                   |
| 25-11                                                     | Monumental UNSA             | Arequipa    | Escuela Municipal Binacional | 4 - 1 | Unión San Martín                               |
| Etapa Nacional: Finalísima                                |                             |             |                              |       |                                                |
| Fecha                                                     | Estadio                     | Ciudad      | Local                        | Score | Visitante                                      |
| 03-12                                                     | Iván Elías Moreno           | Lima        | Escuela Municipal Binacional | 4 - 1 | José Carlos Mariátegui (San Hilarión - Picota) |
| 06-12                                                     | Iván Elías Moreno           | Lima        | Atlético Grau (Piura)        | 0 - 0 | Escuela Municipal Binacional                   |
| 10-12                                                     | Nacional                    | Lima        | Escuela Municipal Binacional | 2 - 0 | Estudiantil CNI (Iquitos)                      |
| Escuela Municipal Binacional Campeón de la Copa Perú 2017 |                             |             |                              |       |                                                |

### 2018: Debut en la era profesional
Después de haber conseguido el ascenso al fútbol profesional, a finales del 2017, la dirigencia empezó a realizar los trámites ante los entes correspondientes para que el descentralizado 2018 sea afrontado en su localidad de origen en el Departamento de Puno, después de meses finalmente en 2018 el Deportivo Binacional legalmente se convierte en un equipo de la Región Puno, pero a falta de estadios aprobados por la ADFP en dicha región, no se pudo realizar ningún cotejo deportivo profesional a excepción de su partido de presentación del plantel de jugadores 2018. Mientras tanto en el ámbito deportivo se empezó la pretemporada para tener una buena participación en el descentralizado 2018, en el mes de enero el Deportivo Binacional fue invitado a la presentación oficial del Club The Strongest en Bolivia, ambos clubes disputaron un encuentro amistoso, en el que el Deportivo Binacional salió vencedor por la mínima diferencia, posteriormente se tenía previsto la presentación oficial del Deportivo Binacional en la denominada "Tarde del Poderoso del Sur", para lo cual se invitó al Club Once Caldas de Colombia a un partido amistoso en el Estadio Modelo de Ilave en el Departamento de Puno, pero por problemas de salud de varios jugadores del club invitado, no se pudo realizar dicho encuentro, sin embargo la "Tarde del Poderoso del Sur" se realizó con el encuentro entre el equipo A contra el equipo B del Deportivo Binacional para no defraudar a la afición presente.
El Deportivo Binacional tuvo un buen inicio en el Torneo de Verano con 5 victorias, 6 empates y 3 derrotas, se ubicaron en el tercer lugar en su grupo. Para el Torneo Apertura, el "Bi" tuvo una regular campaña, quedando en el octavo lugar del campeonato. Pero en el Torneo Clausura tuvo un decaimiento mucho más notable, ubicándose en el antepenúltimo lugar del torneo. Cabe mencionar que debido a esto, su permanencia en la Primera División no estaba asegurada, situación que cambió en la Fecha 12, donde obtiene una victoria el 04/11/2018 como visitante ante Sport Rosario por 2-0, lo que le significó la permanencia, además de representar el virtual descenso del conjunto huaracino (dado que se conoció en las previas al partido de una resta de 3 puntos por incumplimiento, lo que al final se confirmó al día siguiente). Asegurados para la próxima temporada en Primera, y gracias a los puntos obtenidos en el Torneo de Verano y Torneo Apertura, y dos triunfos en las últimas tres fechas sobre Sport Boys y Alianza Lima, le permitió quedar sorpresivamente en el octavo lugar en la tabla acumulada, lo que le valió lograr la clasificación a la Copa Sudamericana 2019 por primera vez en su historia.

### 2019: Debut internacional y primer título nacional
Después de realizar una buena campaña en su primera participación en la Primera División del Perú, logrando clasificar a su primer torneo internacional de su historia. El día 17 de diciembre de 2018 se realizó el sorteo de la Copa Libertadores y la Copa Sudamericana 2019, donde en este último participará el cuadro puneño, en dicho sorteo al Deportivo Binacional le tocó enfrentarse al Independiente de Argentina, club reconocido internacionalmente al ser uno de los más coperos de Sudamérica. Ya en el 2019 el Deportivo Binacional empieza la pretemporada con algunos partidos de preparación con equipos como el FBC Melgar y Real Garcilaso, a los cuales derrota con el marcador de 2 - 0. Previo a iniciar la Temporada 2019, la dirigencia logra el cambiar de localía deportiva a la ciudad de Juliaca, algo que no fue logrado el año 2018 por la falta de estadios aptos para el fútbol profesional, pero en esta ocasión el Estadio Guillermo Briceño Rosamedina fue calificada por la Federación Peruana de Fútbol para albergar fútbol profesional después de muchos años en el Departamento de Puno. Siendo así, también allí tuvieron su partido de presentación oficial del plantel, donde el "Bi" se enfrentó al subcampeón del fútbol boliviano, el Club San José de Oruro al cual derrotó por 2-0.
Ya en el inicio del Torneo Apertura, el Deportivo Binacional empezó con buen pie al ganar su primer partido en su nueva localidad contra el César Vallejo. Este solo fue el inicio de la gran campaña que realizaría el Binacional en adelante ya que  estaría imbatible de local goleando a clubes como Deportivo Municipal, San Martín y UTC de Cajamarca de local y Cantolao y de visita, además de ganar sus partidos de local contra Universitario y Melgar y también robar puntos de visita al ganarles al Real Garcilaso en Cusco, Pirata FC y Alianza Universidad, llegó a la penúltima fecha del torneo con la opción de coronarse campeón debido a que sumó 33 puntos, 5 más que Sporting Cristal que se encontraba en el segundo lugar, para ello el rival a superar de local en Juliaca fue el Sport Boys al cual después de un intenso partido logró derrotar por el marcador de 2 - 0 logrando así coronarse ganador del torneo, a falta de jugarse una fecha. Pero algo totalmente opuesto fue su debut en un torneo internacional, en este caso en la Copa Sudamericana 2019 en la que perdió por un global de 6 - 2 contra el Independiente de Argentina en la primera fase, al perder el 3 de abril en su visita en Avellaneda por el marcador de 4 - 1 y 1 - 2 el 1 de mayo de local en Arequipa debido a que su estadio local en primera división no fue aprobado por la Conmebol por la falta de iluminación artificial. Clasificados para la Final de la Liga 1 2019 por haber sido Ganadores del Apertura y por su puntaje en la Tabla acumulada, la definición sería contra Alianza Lima, donde el "Bi" decidió jugar la ida en Juliaca y la vuelta en Lima. Tras ganar la ida 4-1 el 8 de diciembre en el Estadio Guillermo Briceño y perder la vuelta 2-0 el 15 de diciembre en el Estadio Alejandro Villanueva, el equipo lograría triunfar en la definición por un marcador global de 4 - 3, consagrándose como campeón de la Liga 1 del fútbol peruano por primera vez en su historia desde la fundación del club.

#### Campeonato nacional 2019
| Alineación: - Alexander Araujo - Jeickson Reyes - John Fajardo - Eder Fernández - Ángel Ojeda - Edson Aubert - Yorkman Tello - Andy Polar - Donald Millan - Dahwling Leudo - Aldair Rodríguez - DT: Roberto Mosquera Vera |  | Araujo Reyes Fajardo Fernández Ojeda Aubert Tello Polar Millan Leudo Rodríguez |
| |  |                                                                                |
| Araujo Reyes Fajardo Fernández Ojeda Aubert Tello Polar Millan Leudo Rodríguez |  |                                                                                |

Plantel:
Arqueros:Michael Sotillo, Alexander Araujo,Omar Ampuero.Defensas:Eder Fernández, Ángel Pérez,Jeickson Reyes, Ramón Córdoba, Diego Chávez, Diego Angles, Felipe Mesones, Ángel Ojeda,John Fajardo, Hervé Kambou.Mediocampistas: Donald Millan,Juan Pablo Vergara,Diego Carabaño, Renzo Salvador, Yorkman Tello, Edson López, Edson Aubert, Paolo Méndez, Joaquín Astorga,Roque Guachiré, Andy Polar, Dahwling Leudo,José Hilario. Delanteros: Jefferson Collazos, Héctor Zeta,Aldair Rodríguez, Fernando Adrián.

### 2020: Debut en Libertadores
A comienzos de año, el 'poderoso' se reforzó con viejos conocidos del medio local como el guardameta Raúl Fernández y Reimond Manco para afrontar la Liga 1 y Copa Libertadores. Además, para disputar dicho torneo en la altura de Juliaca, la dirigencia realizó la implementación de iluminación artificial y demás requisitos en el Estadio Guillermo Briceño Rosamedina, los cuales eran indispensables para lograr su aprobación por la Conmebol.
Debutaron en el torneo local con victoria de visita ante el Cusco FC por 0-2 y el 5 de marzo de 2020, hicieron su debut en la Copa Libertadores ante su gente en el Estadio Guillermo Briceño Rosamedina de Juliaca, donde el 'poderoso' venció por 2-1 al cuadro del São Paulo, logrando así su primera victoria en un torneo internacional en toda su historia. Aunque inició el torneo con el pie derecho, posteriormente solo vendrían derrotas y casi todas con el marcador abultado, 8-0 de visita y 0-6 de local contra River Plate; 0-1 de local y 4-0 de visita contra la Liga de Quito y 5-1 en su visita al São Paulo. Estos resultados lo convirtieron en el equipo más goleado de toda la historia de la Copa Libertadores con una diferencia de goles de -22, superando el récord anterior de -18, que pertenecía al 9 de Octubre, de Ecuador (1966), Deportivo Italia (1985) y Zamora (2015), ambos de Venezuela. Cabe resaltar también que debido a la pandemia del coronavirus, el 'Bi' tuvo que abandonar la altura de Juliaca para jugar sus partidos de local en Lima. Esto también mermó su desempeño en el torneo local donde después de estar en los tres primeros lugares, tras el reinicio del torneo terminaría en el puesto 13, no pudiendo así acceder a ningún torneo internacional.

### 2021-2023: Irregularidades y posterior descenso
Tras terminar en el puesto 16 en la Liga 1 2021, el 4 y 7 de noviembre de 2021 enfrentó al Carlos Stein en partidos de ida y vuelta correspondientes a la Revalidación. Binacional ganó el partido de ida con un marcador de 0-1 y perdió en el partido de vuelta con el mismo resultado. En la definición por penales, cayó 4-2 con lo que se consumaba su descenso a la Liga 2 2022. 
Sin embargo el 20 de enero del 2022 el TAS falló a favor del Cienciano y el "Poderoso del Sur" mediante un laudo en contra del Cusco FC, con lo que se modificó la Tabla Acumulada del año 2021, quedando en el puesto 15, lo que correspondía a mantener la categoría directamente y sin tener que haber jugado la revalidación (que debió haber sido disputado por la Universidad San Martín), y tras la confirmación por parte de la FPF, el equipo conservaba su presencia en la Primera División del año 2022.
Tras su vuelta administrativa mediante el TAS, disputaron la Liga 1 2022 donde tras quedar sexto en el Torneo Apertura y décimo en el Torneo Clausura; por diferencia de goles quedarían octavos en el acumulado, por ende clasificando a la Copa Sudamericana del próximo año. 
Ya para el 2023 volvieron (como en el 2021) a tener una pobre campaña. En la Copa Sudamericana fueron eliminados en la Fase Preliminar ante la Universidad César Vallejo por un 3-1. Volviendo a la realidad de la Liga 1 tuvieron un mal desempeño en los 2 torneos cortos; llegando a la última fecha con la obligación de ganar de local ante FBC Melgar; sin embargo, perderían por 1-2 y tras los triunfos del Unión Comercio y Sport Boys, condenarían al Binacional a jugar Liga 2 para el próximo año.

### 2024: Instancia en Segunda
En su temporada como equipo de Segunda División, Binacional afronta la Liga 2 2024 en la Zona Sur de la misma, la cual en un principio había avanzado a la siguiente etapa del campeonato desde la cuarta posición.
Sin embargo, debido a que no logró cumplir con los minutos requeridos en la bolsa de minutos según estaba establecido, mediante una resolución, se determino que El Poderoso del Sur perdería 12 puntos, cayendo a la última posición de la Zona Sur y por ende, obligado a disputar el Grupo Descenso para evitar descender a la nueva Liga 3. En dicha etapa acabaría puntero de cuatro equipos donde solo descendería el último, de esa manera Binacional conservaba su permanencia en la Liga 2 aquella temporada.

### 2025: Devuelto a Primera
A fines de 2024, Binacional apeló una resolución del Tribunal de Licencias de la FFP que le restó 4 puntos a Sport Boys inicialmente en la temporada 2023, pero que luego fue reformada con aplicación en el 2022 para posteriormente quedar anulada. El club juliaqueño no sólo argumentó que la Comisión debió mantener la sanción en el 2023, sino que además debió haber sido de 12 puntos menos para el cuadro chalaco, lo que hubiera significado el descenso de Sport Boys y la permanencia del Poderoso del Sur en la Liga 1. Luego de conseguir una medida cautelar en instancias locales, posterior a dictámenes del TAS, y tras lograr reunirse con los representantes de la FPF, se confirmó su vuelta a la Primera División para su edición 2025, esto se ratifico tras el sorteo del fixture de la Liga 1 2025 donde incluyeron a Binacional tras días de especulación.

## Uniforme
- Uniforme titular: Camiseta, pantalón y medias azules.
- Uniforme alternativo: Camiseta pantalón y medias blancas.

#### Uniforme titular
| 2012 | 2012 | 2013 | 2014 | 2015 | 2015 | 2016 | 2017 | 2017 | 2018 |

| 2019 | 2019 | 2019 | 2019 | 2020 | 2020 (Copa Libertadores) | 2020 (Copa Libertadores) | 2021 | 2022 | 2023 |

| 2023 (Copa Sudamericana) | 2024 | 2025 |

#### Uniforme alternativo
| 2012 | 2014 | 2016 | 2017 | 2017 | 2018 | 2019 | 2019 | 2019 | 2020 |

| 2020 (Copa Libertadores) | 2021 | 2022 | 2023 | 2024 | 2025 |

#### Tercer uniforme
| 2019 | 2020 | 2020 (Copa Libertadores) | 2021 | 2022 | 2023 | 2025 |

### Indumentaria y patrocinador
| Período       | Proveedor          | Logotipo |
| ------------- | ------------------ | -------- |
| 2016 - 2017   | Yomax              |          |
| 2017          | Loma's             |          |
| 2018          | Kino               |          |
| 2019          | Shumawa Sport Wear |          |
| 2019-2024     | New Athletic       |          |
| 2025-presente | Urzu Atletic       |          |

| Periodo     | Patrocinador               |
| ----------- | -------------------------- |
| 2016 - 2018 | Expreso Turismo San Martin |
| 2020        | BetGana                    |
| 2021 -      | DoradoBet                  |

| Periodo     | Patrocinador                       |
| ----------- | ---------------------------------- |
| 2016        | Electrolight                       |
| 2016 - 2017 | One Fitness                        |
| 2016 - 2018 | Agua Ozonic Academia Fleming Yomax |
| 2017        | Loma's                             |
| 2017 - 2019 | NewGas                             |
| 2018        | PubliCat                           |
| 2018 - 2024 | New Athletic                       |
| 2020 - 2024 | Agua San Carlos Gatorade           |

## Estadio
El Deportivo Binacional tiene como sede principal el Estadio Guillermo Briceño Rosamedina en Juliaca, cuyo cambio fue logrado por la directiva recién en 2019, el cual ya había sido presentado varias veces durante el año 2018, pero debido a que faltaba su culminación no era aprobado.
Previo a ello, fue local en Moquegua, donde el único escenario apto fue el Estadio 25 de Noviembre convirtiéndose en su sede principal desde el inicio del Torneo Apertura tras haber logrado el ascenso a Primera.
El Estadio Guillermo Briceño Rosamedina tras los arreglos correspondientes fue habilitado nuevamente para el desarrollo de fútbol profesional en 2019, incluyendo la Liga 1, y en 2020 pudo contar con iluminación artificial, permitiendo la realización de partidos en horario nocturno, así como cumplir con todos los requerimientos necesarios por Conmebol para que pueda jugarse partidos de competiciones sudamericanas.
Aparte de ello, el club tiene como sede alterna al Estadio Monumental de la UNA en Puno, un recinto que se encuentra en fase de construcción, pero con proyección de albergar 30 000 espectadores, convirtiéndose en el más grande del Departamento de Puno.

## Afición

### Popularidad
El Deportivo Binacional cuenta con aficionados en diversas localidades del Departamento de Puno debido a que es el único club que participa actualmente en Primera División de todo el Departamento. Aunque la mayor cantidad de hinchas se concentran principalmente en las ciudades de Desaguadero por ser la ciudad donde nació el club y en Juliaca a raíz de su localía en el fútbol profesional y en algunas campañas de Copa Perú. También cuenta con una modesta cantidad de simpatizantes en Paucarpata y Moquegua por albergar al "Poderoso del Sur" los años 2016 y 2017 en la Copa Perú y 2018 en el fútbol profesional respectivamente. En el año 2019 fue uno de los clubes más taquilleros de la Liga 1, solo por debajo de Alianza Lima y Universitario de Deportes.

### Barras Organizadas

#### Bipoderosos del Sur
Es el nombre de la única barra organizada conocida del Deportivo Binacional. Fue fundada a principios del año 2019 en Juliaca por una modesta cantidad de aficionados siendo su primer presidente el señor Gino Calderón, con el objetivo de alentar en todos los partidos que el "Bi" actuára de local en dicha ciudad, además de organizar viajes a localidades cercanas de Juliaca donde participaría el Club al cual alientan.

## Participación en competiciones de la Conmebol
| Temporada | Torneo            | Ronda          | Club                      | Local | Visita | Global   |
| --------- | ----------------- | -------------- | ------------------------- | ----- | ------ | -------- |
| 2019      | Copa Sudamericana | Primera Fase   | Independiente             | 1-2   | 1-4    | 2-6      |
| 2020      | Copa Libertadores | Fase de grupos | Sao Paulo                 | 2–1   | 1–5    | 4º lugar |
| 2020      | Copa Libertadores | Fase de grupos | River Plate               | 0–6   | 0–8    | 4º lugar |
| 2020      | Copa Libertadores | Fase de grupos | Liga de Quito             | 0–1   | 0–4    | 4º lugar |
| 2023      | Copa Sudamericana | Primera Fase   | Universidad César Vallejo | 1-3   | 1-3    | 1-3      |

## Datos del club
- Fundación: 18 de diciembre de 2010
- Temporadas en Primera División: 7 (2018 - 2023 , 2025)
- Temporadas en Segunda División: 2 (2024 , 2026 - presente)
- Temporadas en Copa Perú: 7 (2011 - 2017)
- Mayor goleada conseguida:
  - En campeonatos nacionales de local: Deportivo Binacional 7:0 Alianza Universidad (18 de octubre de 2019)
  - En campeonatos nacionales de visita: 
    - Academia Cantolao 0:4 Deportivo Binacional (23 de febrero de 2019)
    - UTC de Cajamarca 0:4 Deportivo Binacional (15 de febrero de 2025)

  - En torneos internacionales de local: Deportivo Binacional 2:1  São Paulo (5 de marzo de 2020)
- Mayor goleada recibida:
  - En campeonatos nacionales de local: Deportivo Binacional 1:5 Deportivo Garcilaso (9 de julio de 2023)
  - En campeonatos nacionales de visita: Alianza Lima 6:1 Deportivo Binacional (28 de mayo de 2023)
  - En torneos internacionales de local: Deportivo Binacional 0:6  River Plate (22 de septiembre de 2020)
  - En torneos internacionales de visita:  River Plate 8:0 Deportivo Binacional (11 de marzo de 2020)
- Mejor puesto en la Primera División: 2.º (2019)
- Peor puesto en la Primera División: 19.º (2025)

### Participaciones internacionales
| Torneo                           | Ediciones   |
| -------------------------------- | ----------- |
| Copa Libertadores de América (1) | 2020.       |
| Copa Sudamericana (2)            | 2019, 2023. |

### Por competición
| Torneo                       | Temp. | PJ | PG | PE | PP | GF | GC | Dif. | Pts. | Mejor desempeño |
| ---------------------------- | ----- | -- | -- | -- | -- | -- | -- | ---- | ---- | --------------- |
| Copa Libertadores de América | 1     | 6  | 1  | 0  | 5  | 3  | 25 | -22  | 3    | Fase de grupos  |
| Copa Sudamericana            | 2     | 3  | 0  | 0  | 3  | 3  | 9  | -6   | 0    | Primera fase    |
| Total                        | 3     | 9  | 1  | 0  | 8  | 6  | 34 | -28  | 3    | —               |

## Jugadores

### Altas y bajas 2025
| Altas               |                |                           |
| Futbolista          | Posición       | Procedencia               |
| Jean Escalante      | Portero        | Sportivo Huracán          |
| Diego Montalvo      | Portero        | Santos FC                 |
| Álex Magallanes     | Defensa        | Viargoca FC               |
| Carlos Pérez        | Defensa        | Universidad César Vallejo |
| Renato Montufar     | Defensa        | Sport Huancayo            |
| Iván Quispe         | Defensa        | Juventud Unión Soratira   |
| Édinson Chávez      | Defensa        | Sport Boys                |
| Gabriel Turpo       | Defensa        | ANBA Perú                 |
| Nicolás Rodríguez   | Defensa        | Colón FC                  |
| Arthur Gutiérrez    | Defensa        | Deportivo Coopsol         |
| Juan Ayqque         | Defensa        | FBC Melgar                |
| Roger Torres        | Centrocampista | Once Caldas               |
| Luis Duque          | Centrocampista | Santos FC                 |
| Franchesco Flores   | Centrocampista | Universidad César Vallejo |
| Joaquín Revilla     | Centrocampista | Deportivo Municipal       |
| Juan Pablo Carranza | Centrocampista | Social Pariacoto          |
| Hairo Timaná        | Centrocampista | FC Cajamarca              |
| Abraham Aguinaga    | Centrocampista | FBC Melgar                |
| Michel Rasmussen    | Delantero      | FBC Melgar                |
| Carlos Meza         | Delantero      | Deportivo Coopsol         |
| Marlon Torres       | Delantero      | Alianza Valledupar FC     |
| Gabriel Leyes       | Delantero      | Danubio FC                |
| Nicolás Figueroa    | Delantero      | FBC Melgar                |

| Bajas                   |                |                         |
| Futbolista              | Posición       | Destino                 |
| Deyvis Loayza           | Portero        | Libre                   |
| Luis Valverde           | Defensa        | El Inca                 |
| Ánderson Condeña        | Defensa        | Juventud Unión Soratira |
| Maelo Reátegui          | Defensa        | FC Cajamarca            |
| Oscar Pacheco           | Defensa        | Libre                   |
| Kevin Moreno            | Defensa        | Deportivo Moquegua      |
| Renzo Zúñiga            | Defensa        | Libre                   |
| Jorge López de Castilla | Centrocampista | Libre                   |
| Mateo Iriarte           | Centrocampista | Libre                   |
| Alessandro Moreno       | Centrocampista | Libre                   |
| Paulo Goyoneche         | Centrocampista | FC Cajamarca            |
| José Chipana            | Centrocampista | Juventud Unión Soratira |
| Joaquín Revilla         | Centrocampista | Libre                   |
| Jhilmar Lobatón         | Centrocampista | Sociedad Tiro N.° 28    |
| Rogelio Rodríguez       | Centrocampista | Libre                   |
| Mario Palomino          | Centrocampista | Libre                   |
| Nicolás Chávez          | Centrocampista | Deportivo Moquegua      |
| Víctor Bazán            | Delantero      | Libre                   |
| Johan Gonzales          | Delantero      | UTC Cajamarca           |
| Edisson Kuncho          | Delantero      | Juventud Alfa           |
| Gianmarco Mendoza       | Delantero      | Libre                   |
| Kevin Caicedo           | Delantero      | Libre                   |

## Entrenadores
Club Deportivo Binacional de Desaguadero
- Ytalo Manzo (2011-2012)
- Martín Alemán Palomino (2012)
- Eusebio Salazar (2012)
- Jesús Oropesa (2013)
- Jorge Ágapo Gonzales (2013)
- Willy Laya (2013)
- Pedro Garay (2014)
- Julio Zamora (2014)
- Jesús Oropesa (2015)
- Oswaldo Araujo (2015)

Deportivo Binacional Fútbol Club
- Luis Flores Villena (2016)
- Mario Flores (2016)
- Erick Torres (2017)
- Fredy García (2017)
- Luis Flores Villena (2017-2018). Campeón Copa Perú 2017
- Fredy García (2018)
- Mario Flores (2018)
- Javier Arce (2019)
- Javier Uturunco (Interino) (2019)
- Roberto Mosquera (2019). Campeón Nacional 2019
- César Vigevani (2020)
- Javier Uturunco (Interino) (2020)
- Flabio Torres (2020)
- Javier Arce (2020)
- César Chávez-Riva (Interino) (2020)
- Luis Flores Villena (2020-2021)
- César Chávez-Riva (Interino) (2021)
- Rubén Darío Insúa (2021)
- César Vaioli (Interino) (2021)
- Carlos Desio (2021)
- Wilmar Valencia (2022-2023)
- José Mauro Díaz Díaz (Interino) (2023)
- Darío Franco (2023)
- José Mauro Díaz Díaz (Interino) (2023)
- Aristóteles Ramos Escate (2023)
- Juan Manuel Azconzábal (2023)
- César Vaioli (2023)
- Aristóteles Ramos (2024)
- Erick Torres (2024)
- Luis Flores Villena (2024)
- Erick Torres (2025)

## Palmarés

### Torneos nacionales
| Competición                     | Títulos | Subcampeonatos |
| ------------------------------- | ------- | -------------- |
| Primera División del Perú (1/0) | 2019.   |                |
| Supercopa Peruana (0/1)         |         | 2020.          |
|                                 |         |                |
| Copa Perú (1/0)                 | 2017.   |                |

### Torneos regionales (9)
- Liga Departamental de Puno (2): 2013, 2014.
- Liga Departamental de Arequipa (1): 2017.
- Liga Provincial de Puno (1): 2014.
- Liga Provincial de Arequipa (2): 2016, 2017.
- Liga Provincial de Chucuito (1): 2015.
- Liga Distrital de Paucarpata (1): 2016.
- Liga Distrital de Desaguadero (1): 2015.
- Subcampeón de Liga Departamental de Puno (1): 2012.
- Subcampeón de Liga Departamental de Arequipa (2): 2016.
- Subcampeón de la Liga Superior de Puno (1): 2012.